# Bezirksamt (Baden)

Lage der Bezirksämter in Baden im Jahr 1890

Bezirksamt war die in Baden von 1813 bis 1939 verwendete Bezeichnung der unteren staatlichen Verwaltungsbehörde.

## Geschichte
Da die Markgrafschaft Baden, seit 1803 Kurfürstentum Baden und seit 1806 Großherzogtum Baden, von 1803 bis 1810 erhebliche territoriale Vergrößerungen erfuhr, musste die Verwaltungsstruktur neu organisiert werden. Teilweise wurden die alten, beispielsweise kurpfälzischen, Amtsbezeichnungen übernommen oder es wurden neue wie Stabsamt, Vogteiamt, Stadtdirektion, Oberamt, Obervogteiamt, standesherrliches Amt, landesherrliches Amt und grundherrliches Amt verwendet. Anlässlich der Aufhebung der Patrimonialgerichtsbarkeit, hier der grundherrschaftlichen Orte 1813 wurde die Bezeichnung Bezirksamt flächendeckend eingeführt. Bis zur Vereinheitlichung 1864 gab es außerdem noch weitere Bezeichnungen wie Stadtamt oder Landamt, kurzzeitig auch Stabsamt.
Nachdem diese unterschiedlichen Ämter zunächst auch unterschiedliche Aufgaben und Rechtsstellungen wahrnahmen, hat sich die badische Verwaltung in einem langen Prozess bis 1864 neu gestaltet und vereinheitlicht. Mit dem Gesetz, die Organisation der innern Verwaltung betreffend vom 5. Oktober 1863, wirksam zum 1. Oktober 1864, wurden die Behörden dieser Ebene der Verwaltung einheitlich als Bezirksämter bezeichnet. Ihre Leitung oblag einem Amtmann oder Oberamtmann und ab 1924 einem Landrat.
Zum 1. Januar 1939 erhielten alle badischen Bezirksämter die Bezeichnung „Der Landrat“. Die Amtsbezirke wurden gleichzeitig in Landkreise umbenannt.
Durch das Gesetz über die Landkreisselbstverwaltung in Baden (Landkreisordnung) vom 24. Juni 1939 wurden die bisherigen Kreise per 15. Juni 1939 aufgelöst. Die bisherigen Kreise als Verband der kommunalen Selbstverwaltung und die bisherigen staatlichen Bezirksämter wurden durch die neuen Landkreise als untere staatlicher Verwaltungsbezirke (Organleihe) und gleichzeitig Selbstverwaltungskörperschaft ersetzt.

## Aufgabe

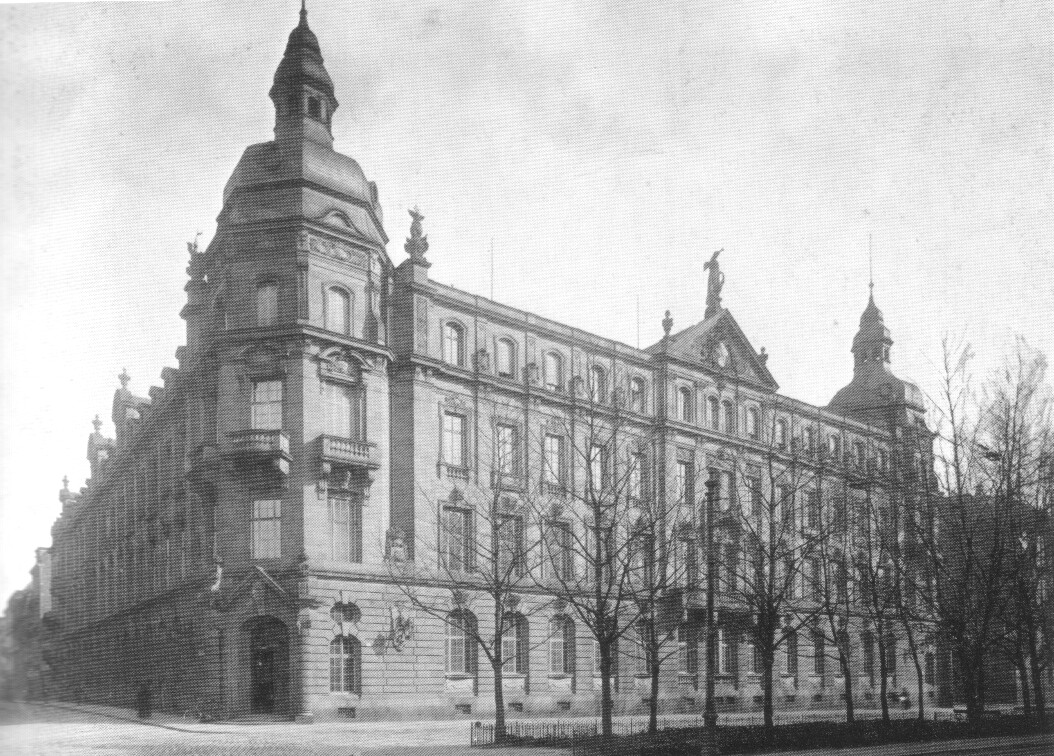
Gebäude des Bezirksamtes Mannheim im Jahre 1906; heute Sitz des Polizeipräsidiums Mannheim

An der Spitze des Amtes stand der Amtmann oder Oberamtmann. Er leitete das Amt, das im Namen der Regierung die Aufsicht über die Verwaltung sämtlicher Gemeinden des Amtes führte. Das Bezirksamt bildete die unterste polizeiliche Behörde, es bildete in allen bürgerlichen Rechtssachen die erste Instanz der Justiz (bis zur Errichtung der Amtsgerichte 1857). Jeder Amtsbezirk hatte einen Bezirksarzt, Physikus genannt, der die Aufsicht über die Ärzte, Tierärzte und Hebammen hatte.

## Entwicklung
| Jahr | Badische Amtsbezirke                                                                    |
| ---- | --------------------------------------------------------------------------------------- |
| 1810 | 115 insgesamt: 67 landesherrlich, 48 standesherrlich (durchschnittlich 8.710 Einwohner) |
| 1832 | 78 insgesamt: 56 landesherrlich, 22 standesherrlich (durchschnittlich 18.236 Einwohner) |
| 1860 | 64 landesherrliche Amtsbezirke (durchschnittlich 20.874 Einwohner)                      |
| 1864 | 59 landesherrliche Amtsbezirke (durchschnittlich 24.279 Einwohner)                      |